# 吳天海
吳天海 （1953年—），香港商人。現任九龙仓集团、海港企業及九龍倉置業董事局主席。

## 簡歷
香港出生，1964年入讀九龍華仁書院，並在1969年畢業。其後曾就讀於美國威斯康辛州里彭學院 ，並在1971至1975年期間就讀於德國波恩大學，主修數學及經濟。
1979年加入包玉剛爵士旗下的環球航運集團有限公司行政練習生。1980年，他曾經轉投廣告界。其後在1981年加入九龍倉集團有限公司「下稱九龍倉」（0004.HK）高級工作員。1987年獲委任董事及財務總監。
到了1988年出任隆豐國際集團有限公司（現為會德豐有限公司「下稱「會德豐」（0020.HK））董事局成員。1989年出任九龍倉常務董事。
到了1991年，九龍倉常務董事吳天海帶領成功取得香港有線電視牌照。1993年，出任香港有線電視有限公司（有線寬頻通訊有限公司「下稱有線寬頻」（1097.HK）集團成員）主席、總裁兼行政總裁。 1995年出任會德豐董事局副主席兼常務董事。同年，出任九倉電訊有限公司主席、總裁兼行政總裁。1999年出任有線寬頻總裁兼行政總裁。2000年出任Joyce Boutique Holdings Limited（0647.HK）及現代貨箱碼頭有限公司，2001年出任九龍倉董事局副主席兼常務董事。同年8月，出任有線寬頻董事局主席，直至2017年8月尾退任。
2005年，有線寬頻主席、總裁兼行政總裁吳天海和香港有線娛樂有限公司執行董事、有線衛星電視有限公司營運總裁兼有線寬頻高級管理人員徐耀明(別名：徐小明)，共同成立驕陽電影有限公司，剛剛拍了《犀照》單在累積票房，便有約一千萬港元收入，證明他帶領成功。
2009年，他接任李唯仁出任海港企業有限公司主席。
2015年5月，吳天海接任吳光正出任九龍倉董事會主席。
2017年9月，吳天海退任香港有線電視主席及董事局。
他也是香港總商會理事會成員。

## 家庭
吳天海先生已婚，育有兩名兒子 一名女兒

## 外部連結
- 九龍倉集團有限公司(wharfhondings.com) 吳天海先生簡歷
- 與CEO對話-吳天海 － 有線寬頻通訊有限公司主席、 總裁兼行政總裁（页面存档备份，存于）
- 香港總商會 二零零六年四月份工商月刊專題報道 吳天海先生專訪（页面存档备份，存于）
- 香港總商會 二零零二年六月份工商月刊專題報道 吳天海先生簡歷（页面存档备份，存于）